# Kokoš velikanka
Kokoš velikanka je krajše pripovedno delo, katerega avtorica je znana slovenska mladinska pisateljica Desa Muck. Knjigi sta ilustracije dodala Polona Kunaver Ličen in David Ličen. Slikanica je izšla leta 2007 pri založbi Sodobnost International.

## Namen in posebnost dela
Slikanica je bila namenjena  predstavitvi Slovenije mlajšim bralcem po svetu, starim od 5 do 10 let. Predstavljena je bila v Združenih državah Amerike.
Njena posebnost je v dvojezičnosti. Knjiga je napisana v slovenskem in angleškem jeziku.

## Kratka obnova
V času dinozavrov je na slovenskem ozemlju živela kokoš velikanka Mimi. Nekega zimskega dne se je zataknila pri vhodu v Postojnsko jamo. Na pomoč ji je priskočilo slovensko pleme. Iz hvaležnosti jim je kokoš Mimi pomagala pri delu na njivi, varovala jim je otroke ter jih branila pred sovražniki. Živeli so v sožitju vse do dne, ko je Mimi izlegla jajce. Ljudje so se odločili, da ji ga vzamejo, saj bi nahranilo celotno pleme. Mimi je do jajca zaščitniška, zato poskusijo s prevaro. Kokoška prevaro spozna, reši svojega potomca in z njim odide iz dežele.

## Opis literarnega lika
Glavna književna oseba je kokoš velikanka z imenom Mimi.
Bila je bele barve, imela je krasno rdečo rožo na glavi, ki se je v soncu svetila daleč naokrog. Imela je prijazne rjave oči. Bila je miroljubna in plašna živalica.
Pripravljena je pomagati ljudem, jih varovati... Skozi knjigo se njen značaj spremeni. Ko izvali jajce postane zaščitiška, vzbudi se ji materinski čut.

## Analiza dela
Dogajalni čas: v času dinozavrov ter vse do obdobja mostiščarjev.
Dogajalni prostor: ozemlje današnje Slovenije (Postojnska jama, Šmarna gora, Ljubljansko barje, Ljubljanica...).
Glavna književna oseba je kokoš velikanka po imenu Mimi.
Pomembne stranske književne osebe so: jajce, ki se kasneje izvali v piščanca, slovensko pleme.
Skozi knjigo avtorica domiselno opisuje nastanek današnje oblike Slovenije (motiv bežeče kokoši). V zgodbo vplete znane slovenske kraje (Postojnska jama, Šmarna gora, Ljubljansko barje …). Mimogrede pa opiše tudi proces evolucije. 
Zasledimo lahko poganske elemente, kot na primer: praprot kot motiv ljudskega verovanja.
Živali so predstavljene kot pomemben dejavnik v življenju ljudi, zato so opisane kot ogromne, večje od dinozavrov. Že v tistih časih so ljudje živali popolnoma izkoristili. Imeli so jih za delovno silo, na koncu so jih pojedli, iz kosti pa izdelali orodje.
Knjiga se začne, ko se glavna književna oseba kokoš Mimi zagozdi pri vhodu v Postojnsko jamo. Reši jo slovensko pleme. Kokoš v znak hvaležnosti opravlja vsa dela namesto njih, jih ščiti pred naravnimi pojavi in pred sovražniki. Celo pazi na njihove otroke. Motiv hvaležnosti bi lahko povezovali z izkoriščanjem, saj se ljudem nikoli ne zdi, da je kokoš zanje opravila že dovolj stvari in ji nalagajo vedno več dela. Vseeno živijo skupaj v prijetnih odnosih.
Zgodba se zaplete, ko Mimi izvali skrivnostno jajce. Ta dogodek lahko bralce zmoti, saj predhodno ni nikjer zaslediti moškega lika, ki bi bil pomemben za kokoš velikanko.
Kokoš Mimi se značajsko spremeni. Vzbudi se ji materinski čut ter želja, da bi obvarovala svojega potomca. Naveže se na jajce, nikoli ga ne izpusti izpred oči. Postane samoobrambno agresivna in napadalna, če se kdo preveč približa njej in njenemu jajcu.
Vrh zgodbe je, ko se ljudje odločijo, da bodo Mimi vzeli njeno jajce. Tu se pokaže temna plat ljudi. Njihova grabežljivost, nevoščljivost, strah pred novostmi ter materializem. Mislijo le na to, kako bi lahko jajce koristilo njim. Nahranilo bi lahko celotno pleme. Kokoš imajo za manjvredno, saj so konec koncev kokoši za to, da dajejo ljudem svoja jajca, in ne le za to, da orjejo njive. Preračunljivo zamotijo kokoš z velikim deževnikom, sami pa medtem poskušajo ukrasti jajce. Ko Mimi spozna prevaro, premaga željo po materialnih dobrinah in pohiti reševati svojega piščanca. Prevladala je njena ljubezen do otroka ter materinska skrb.
Narava hudobijo kaznuje: razširi se požar, ljudje porabijo veliko vode iz Ljubljanice, da bi požar pogasili in zaradi tega nastane Ljubljansko barje. Privaditi se morajo na nov način življenja, nihče jim ne pomaga pri delu.
Konec je odprt, saj kokoš s svojim piščancem odide iz dežele in ju lahko še danes srečamo. To je motiv bežeče kokoši, ki predstavlja obliko naše države.